# Talhaiarn
John Jones, známý pod bardským jménem Talhaiarn, (19. ledna 1810 – říjen 1869) byl velšský básník a architekt. Narodil se v severovelšské vesnici Llanfair Talhaiarn. Později žil a pracoval v Londýně, kde byl členem velšské kulturní společnosti Cymdeithas y Cymreigyddion. V roce 1849 se stal jejím prezidentem. Roku 1865 se vrátil do Walesu. Usadil se ve své rodné vsi, kde se také roku 1869 zastřelil. Pochován byl ve zdejším kostele Panny Marie. Své básně psal ve velšském jazyce, přestože působil převážně v Anglii.